# Presa El Cedral
La presa El Cedral es una represa, ubicada en el municipio de Mineral del Chico, estado de Hidalgo, México. Se localiza en la localidad de La Estanzuela; a 19.1 km al norte de Pachuca de Soto; y 10.7 km al sur del poblado de Mineral del Chico.

## Historia

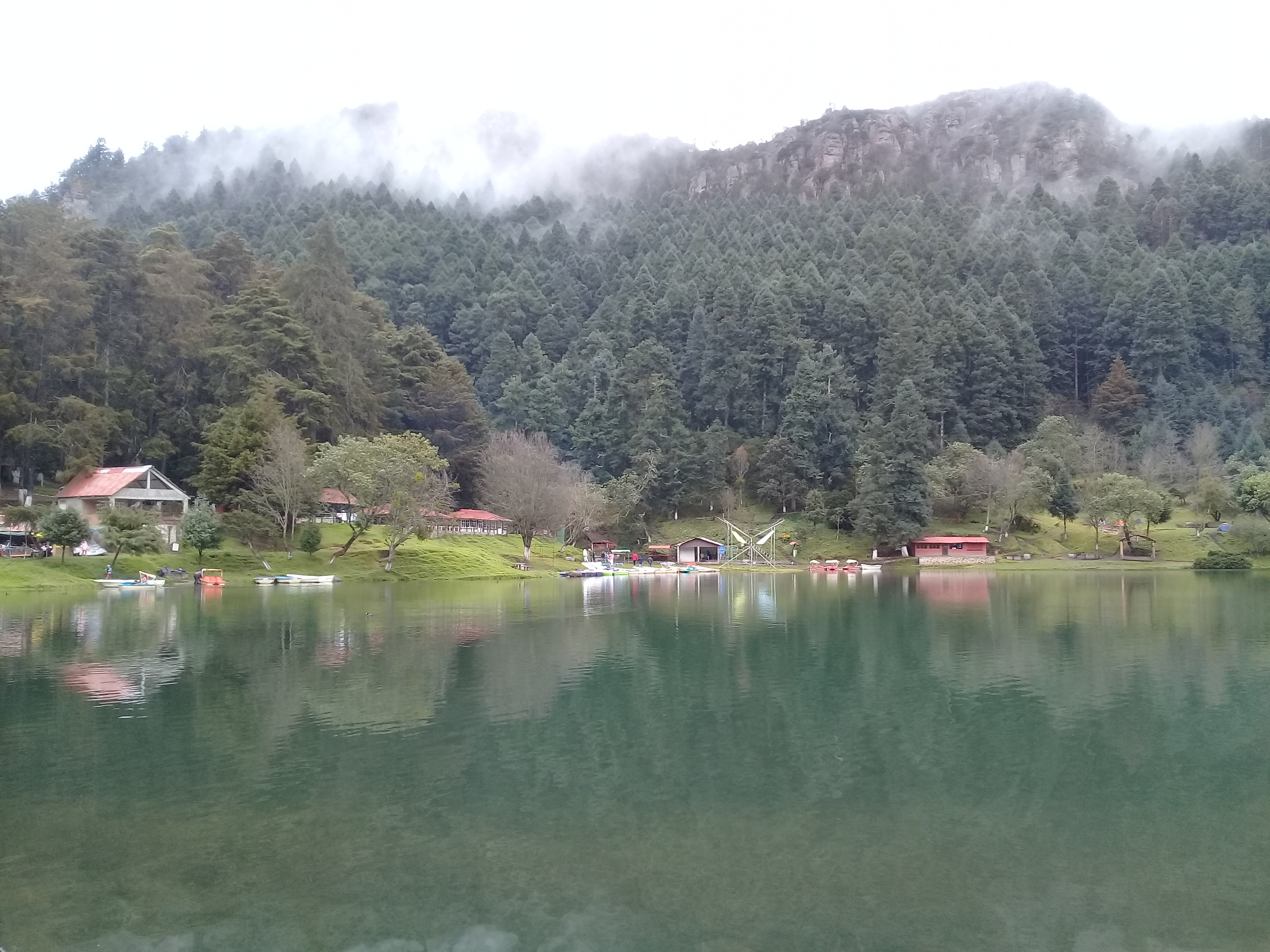
Panorámica de la presa.

La presa se encuentra dentro del área del Parque nacional El Chico, en 1898 se decreta el Monte Vedado del Mineral del Chico como Bosque Nacional, con lo que se instaura la primera área natural. En 1922, es declarado como Reserva Forestal de la Nación, luego Zona Protectora de la Ciudad de Pachuca en 1937; posteriormente Zona Protectora Forestal Vedada en 1941, y finalmente Parque Nacional en 1982.
La presa fue construida para controlar el escurrimiento torrencial que se genera en la época de lluvias. Su cortina es de mampostería y concreto. Tiene una longitud de 102 metros y el ancho de la corona es de 1.5 metros. Su capacidad de almacenamiento es de 80 000 metros cúbicos. La presas Jaramillo y en menor proporción El Cedral y La Estanzuela son utilizadas para el abastecimiento de agua potable de la parte norte de la ciudad de Pachuca de Soto.
En 2015 se inició el proyecto del Geoparque Comarca Minera que busca dar valor al patrimonio geológico, minero, arqueológico y cultural de la región de la Comarca Minera; el 5 de mayo de 2017 la Unesco se designó se manera oficial al geoparque dentro de la Red global de geoparques, quedando la presa San Antonio Regla, como uno de los treinta y un geositios del proyecto.

## Geografía

Bosques de cedro y oyamel alrededor de la presa.

En cuanto a fisiografía se encuentra dentro de las provincia del Eje Neovolcánico; dentro de la subprovincia de Sierras y Llanuras de Querétaro e Hidalgo. En lo que respecta a la hidrología se encuentra posicionado en la región hidrológica del Pánuco; en las cuencas del río Moctezuma; dentro de las subcuenca del río Actopan. En un ámbito local se encuentra dentro de la Sierra de Pachuca, localizada sobre una cañada importante cuyos barrancos confluyen hacia la presa; y se forma por los arroyos y escurrimientos de agua que bajan de la misma.
La planicie donde se encuentra es un depósitos de material aluvial y suelos transportados por corrientes fluviales. Otro uso que se le da al suelo es, la captación de las escorrentías que existen en la parte suroeste quedando almacenada en la presa El Cedral con 4.80 ha. Rodeando esta presa existe un bosque de cedro, pino y oyamel, característico de las zonas templadas y semifrías del Eje Neovolcánico.  La presa se utiliza para la crianza de trucha arcoíris y asalmonada.

## Turismo

Paseo en lancha en la presa.

Pesca deportiva en la presa.

Alrededor de la presa se ha desarrollado el complejo turístico denominado como: Parque Recreativo El Cedral; este se encuentra dentro del Parque nacional El Chico, manejado por ejidatarios de la zona en un terreno de 80 hectáreas. Su principal atractivo es la presa, donde se realizan paseos en lancha y presenta el servicio de pesca deportiva. También se ofrece servicio de áreas para campamento, renta de cabañas, paseos en caballos, cuatrimotos, y restaurantes. Existen dos servicios de tirolesa, en una de las tirolesas manejan dos líneas por lo que se puede hacer esta actividad con algún acompañante. En los alrededores se puede practicar alpinismo, ciclismo, rápel, y senderismo.